# Dalma Gálfi
Dalma Gálfi (* 13. August 1998 in Veszprém) ist eine ungarische Tennisspielerin.

## Karriere
Gálfi, die im Alter von fünf Jahren mit dem Tennissport begann, hatte bereits als Nachwuchsspielerin große Erfolge vorzuweisen und erreichte im September 2015 nach ihrem Triumph bei der Einzelkonkurrenz der US Open, wo sie Sofia Kenin schlug, die Nummer eins der Juniorinnen-Tennisweltrangliste. Außerdem gewann sie im selben Jahr an der Seite ihrer Landsfrau Fanny Stollár den Juniorinnentitel im Doppelwettbewerb von Wimbledon. Im Endspiel setzten sich die beiden gegen Wera Lapko und Tereza Mihalíkovádurch. Schon im Jahr zuvor stand sie mit Marie Bouzková zusammen im Endspiel des Turniers, verlor aber gegen Tami Grende und Ye Qiuyu. Darüber hinaus gewann Gálfi 2014 die Einzelkonkurrenz des Abierto Juvenil Mexicano sowie den Titel bei der Eddie Herr International Junior Championship und im Jahr darauf das Junior International Roehampton. Im Dezember 2015 wurde sie zum ITF Junior World Champion gekürt.
Bereits 2013 debütierte Gálfi auf dem ITF Women’s Circuit und gewann dort 2014 ihre ersten beiden Profititel. Ende 2015 folgte ihr erster Sieg bei einem Turnier der $25.000-Kategorie. 2016 debütierte Gálfi in ’s-Hertogenbosch auf der WTA Tour, nachdem sie von den Turnierveranstaltern eine Wildcard für das Hauptfeld bekommen hatte, verlor aber ihr Auftaktmatch. Gegen Ende der Saison gewann sie zwei weitere $25.000-Turniere und stand im Endspiel des ITF-Turniers der $100.000-Kategorie in Tokio, in dem sie Zhang Shuai unterlag. Aufgrund ihrer verbesserten Platzierung in der Weltrangliste, durfte Gálfi daraufhin bei den Australian Open zum ersten Mal in der Qualifikation zu einem Grand-Slam-Turnier antreten, wo sie in der zweiten Runde scheiterte. In den folgenden Jahren tat sich Gálfi bei ITF-Turnieren jedoch schwer, als Profispielerin an ihre überragenden Erfolge als Juniorin anzuknüpfen.
Nach vier Finalniederlagen bei weiteren Turnieren der $25.000-Kategorie in Serie erreichte Gálfi beim $100.000-Turnier in Contrexéville das Finale, musste sich aber Anhelina Kalinina geschlagen geben. Bei ihrem Heimturnier in Budapest war sie anschließend mit einer Wildcard am Start und stieß nach ihren ersten Erfolgen auf der WTA Tour bis ins Halbfinale vor. Bei den US Open gelang Gálfi im Anschluss der erstmalige Sprung in die Hauptrunde eines Grand-Slam-Turniers, allerdings schied sie zum Auftakt aus. Anschließend erzielte sie in Valencia noch einmal das Endspiel bei einem ITF-Turnier der $80.000-Kategorie.
Nach dem Erreichen der zweiten Runde beim Premier-Mandatory-Turnier von Miami wurde Gálfi erstmals unter den besten 100 der Tennisweltrangliste geführt.
Gálfi spielt in der slowakischen Extraliga für den TC EMPIRE Trnava und gewann mit der Mannschaft 2014 und 2015 den Titel. Zudem spielte sie in der ungarischen Szuperliga für den MTK Budapest, mit dem sie ebenfalls 2014 und 2015 den Titel gewinnen konnte.
Im Februar 2015 debütierte Gálfi bei der 1:2-Vorrundenniederlage gegen Serbien in der ungarischen Fed-Cup-Mannschaft. Seitdem hat sie für ihr Land 19 Begegnungen im Einzel und Doppel bestritten, von denen sie neun gewinnen konnte (Einzelbilanz 4:7).

## Turniersiege

### Einzel
| Nr. | Datum            | Turnier     | Kategorie      | Belag     | Finalgegnerin              | Ergebnis       |
| --- | ---------------- | ----------- | -------------- | --------- | -------------------------- | -------------- |
| 1.  | 2. November 2014 | Iraklio     | ITF $10.000    | Hartplatz | Julia Grabher              | 6:3, 6:0       |
| 2.  | 9. November 2014 | Iraklio     | ITF $10.000    | Hartplatz | Valentini Grammatikopoulou | 6:2, 4:6, 7:64 |
| 3.  | 21. März 2015    | Solarino    | ITF $10.000    | Hartplatz | Gloria Liang               | 6:4, 7:60      |
| 4.  | 4. Oktober 2015  | Tweed Heads | ITF $15.000    | Hartplatz | Storm Sanders              | 6:2, 3:6, 6:1  |
| 5.  | 11. Oktober 2015 | Cairns      | ITF $25.000    | Hartplatz | Olivia Tjandramulia        | 6:4, 6:79, 6:1 |
| 6.  | 3. Oktober 2016  | Toowoomba   | ITF $25.000    | Hartplatz | Katy Dunne                 | 6:2, 6:4       |
| 7.  | 5. November 2016 | Chenzhou    | ITF $25.000    | Hartplatz | Riko Sawayanagi            | 6:0, 6:4       |
| 8.  | 20. Juni 2021    | Denain      | ITF W25        | Sand      | Paula Ormaechea            | 5:7, 6:2, 6:4  |
| 9.  | 19. Juni 2022    | Ilkley      | ITF W100       | Rasen     | Jodie Anna Burrage         | 7:5, 4:6, 6:3  |
| 10. | 20. April 2025   | Oeiras      | WTA Challenger | Sand      | Katie Volynets             | 4:6, 6:1, 6:2  |
| 11. | 3. Mai 2025      | Vic         | WTA Challenger | Sand      | Rebeka Masarova            | 6:3, 6:0       |

### Doppel
| Nr. | Datum              | Turnier       | Kategorie   | Belag     | Partnerin                  | Finalgegnerinnen                       | Ergebnis          |
| --- | ------------------ | ------------- | ----------- | --------- | -------------------------- | -------------------------------------- | ----------------- |
| 1.  | 8. November 2014   | Iraklio       | ITF $10.000 | Hartplatz | Anna Bondár                | Martina Bašić Tena Lukas               | 4:6, 6:3, [10:8]  |
| 2.  | 13. März 2015      | Solarino      | ITF $10.000 | Hartplatz | Anna Bondár                | Sofija Kowalez Janina Toljan           | 6:3, 6:2          |
| 3.  | 16. April 2016     | Iraklio       | ITF $10.000 | Hartplatz | Cristiana Ferrando         | Ksenija Bekker Raluca Georgiana Șerban | 6:4, 5:7, [14:12] |
| 4.  | 9. Oktober 2016    | Toowoomba     | ITF $25.000 | Hartplatz | Viktória Kužmová           | Gabriela Cé Tereza Mihalíková          | 6:4, 7:64         |
| 5.  | 4. August 2018     | Woking        | ITF $25.000 | Hartplatz | Valentini Grammatikopoulou | Emily Arbuthnott Anna Danilina         | 6:0, 4:6, [11:9]  |
| 6.  | 11. Mai 2019       | Monzón        | ITF W25     | Hartplatz | Jana Fett                  | Despina Papamichail Nina Stojanović    | 7:62, 6:2         |
| 7.  | 28. Juli 2019      | Bytom         | ITF W25     | Sand      | Katarzyna Piter            | Maryna Tschernyschowa Darja Lodikowa   | 6:4, 6:0          |
| 8.  | 28. September 2019 | Kaposvár      | ITF W25     | Sand      | Adrienn Nagy               | Anna Bondár Réka Luca Jani             | 7:65, 2:6, [10:3] |
| 9.  | 9. November 2019   | Malibu        | ITF W25     | Hartplatz | Kimberley Zimmermann       | Lorraine Guillermo Ania Hertel         | 7:65, 6:3         |
| 10. | 18. Januar 2020    | Daytona Beach | ITF W25     | Sand      | Kimberley Zimmermann       | Paula Ormaechea Prarthana Thombare     | 7:64, 6:2         |

## Abschneiden bei Grand-Slam-Turnieren

### Einzel
| Turnier         | 2017 | 2018 | 2019 | 2020 | 2021 | 2022 | 2023 | 2024 | 2025 | Karriere |
| --------------- | ---- | ---- | ---- | ---- | ---- | ---- | ---- | ---- | ---- | -------- |
| Australian Open | Q2   | —    | —    | —    | Q1   | Q2   | 1    | Q2   | Q1   | 1        |
| French Open     | Q1   | —    | —    | Q3   | Q1   | 1    | 1    | 1    | Q2   | 1        |
| Wimbledon       | Q1   | —    | —    |      | Q1   | 2    | 3    | 2    | 3    | 3        |
| US Open         | Q1   | —    | —    | —    | 1    | 3    | Q2   | Q1   |      | 3        |

Zeichenerklärung: S = Turniersieg; F, HF, VF, AF = Einzug ins Finale / Halbfinale / Viertelfinale / Achtelfinale; 1, 2, 3 = Ausscheiden in der 1. / 2. / 3. Hauptrunde; Q1, Q2, Q3 = Ausscheiden in der 1. / 2. / 3. Qualifikationsrunde; nicht ausgetragen

### Doppel
| Turnier         | 2022 | 2023 | Karriere |
| --------------- | ---- | ---- | -------- |
| Australian Open | —    | 1    | 1        |
| French Open     | 2    | 2    | 2        |
| Wimbledon       | 1    | —    | 1        |
| US Open         | AF   | —    | AF       |